# يوهانس فريزنر
يوهانس فريسنر (22 مارس 1892 - 26 يونيو 1971) جنرالًا ألمانيًا في الفيرماخت ألمانيا النازية خلال الحرب العالمية الثانية. وقد حصل على وسام الفارس الصليبي الحديدي بأوراق البلوط لألمانيا النازية.

## سيرة شخصية
ولد فريسنر في كيمنتس، ساكسونيا، وتطوع في الجيش الألماني في عام 1911، وبعد أن خدم خلال الحرب العالمية الأولى، خدم في الرايخويهر بعد الحرب. 
بعد ترقيته إلى رتبة جنرال مايجور خلال الحرب العالمية الثانية في 1 أغسطس 1940، تم تعيين فريسنر على الجبهة الشرقية في 1 مايو 1942 وتم تعيينه في فرقة المشاة 102. بعد فترة وجيزة من ترقيته إلى Generalleutnant في 1 أكتوبر 1942، عمل فريسنر كقائد للفيلق الثالث والعشرين من 19 يناير إلى 11 ديسمبر 1943. في 1 أبريل 1943، تمت ترقيته إلى الجنرال دير إينفانتيري (جنرال المشاة).
في فبراير 1944، تم نقل فريسنر إلى الجبهة الشمالية وكلف بقيادة مجموعة سبونهايمر (أعيدت تسميتها مفرزة الجيش "نارفا" في 23 فبراير). تمت ترقيته إلى Generaloberst في 1 يوليو، وتولى فريسنر لفترة وجيزة قيادة مجموعة الجيوش الشمالية حتى 25 يوليو قبل إرسالها إلى الجبهة الجنوبية لقيادة مجموعة الجيوش جنوب أوكرانيا (أعيدت تسميتها لاحقًا مجموعة الجيوش الجنوبية). غير قادر على وقف الهجوم السوفياتي لمدة أربعة أشهر على الجبهة الأوكرانية الثانية بقيادة المارشال روديون مالينوفسكي، أعفي فريسنر من قيادته في 22 ديسمبر. لم يتولى امور أخرى لبقية فترة الحرب حيث عاش فريسنر متقاعدا في بايريش جمأين حتى وفاته في 26 يونيو 1971.

## الجوائز
- الصليب الحديدي (1914) الدرجة الثانية (15 سبتمبر 1914) والدرجة الأولى (19 سبتمبر 1916) [2]
- مشبك الصليب الحديدي (1939) الدرجة الثانية (27 يوليو 1942) والدرجة الأولى (21 أغسطس 1942)
- الصليب الألماني في الذهب في 9 يونيو 1943 كجنرال دير إنفانتري والقائد العام لـ XXXXI. بانزيركوربس [3]
- وسام الفارس الصليبي الحديدي بأوراق البلوط
  - صليب الفارس في 23 يوليو 1943 كجنرال دير إنفانتري والقائد العام للثالث والعشرين. ارميكوربس [4]
  - 445th Oak Leaves 9 April 1944 كـ General der Infanterie وزعيم مفرزة الجيش نارفا[5]

## روابط خارجية
- يوهانس فريزنر على موقع مونزينجر (الألمانية)

### اقتباسات
1. ↑  "Friessner, Johannes "Hans"" [en-US] (بالإنجليزية الأمريكية). Archived from the original on 2019-11-05. Retrieved 2020-03-24.
2. ↑  Thomas 1997, p. 184.
3. ↑  Patzwall & Scherzer 2001, p. 124.
4. ↑  Fellgiebel 2000, p. 188.
5. ↑  Fellgiebel 2000, p. 81.

### قائمة المراجع
- Fellgiebel, Walther-Peer (2000) [1986]. Die Träger des Ritterkreuzes des Eisernen Kreuzes 1939–1945 — Die Inhaber der höchsten Auszeichnung des Zweiten Weltkrieges aller Wehrmachtteile [The Bearers of the Knight's Cross of the Iron Cross 1939–1945 — The Owners of the Highest Award of the Second World War of all Wehrmacht Branches] (بالألمانية). Friedberg, Germany: Podzun-Pallas. ISBN:978-3-7909-0284-6.
- Frießner, Johannes (1956). Verratene Schlachten, die Tragödie der deutschen Wehrmacht in Rumänien [Betrayed battles, the tragedy of the Wehrmacht in Rumania] (بالألمانية). Leinen & Hamburg, Germany: Holsten-Verlag.
- Patzwall, Klaus D.; Scherzer, Veit (2001). Das Deutsche Kreuz 1941 – 1945 Geschichte und Inhaber Band II [The German Cross 1941 – 1945 History and Recipients Volume 2] (بالألمانية). Norderstedt, Germany: Verlag Klaus D. Patzwall. ISBN:978-3-931533-45-8.
- Searle، Alaric (2003). Wehrmacht Generals, West German Society, and the Debate on Rearmament, 1949–1959. Westport, CT: بريغير  [لغات أخرى]‏. ISBN:978-0-275-97968-3.{{استشهاد بكتاب}}:  صيانة الاستشهاد: علامات ترقيم زائدة (link)
- Thomas, Franz (1997). Die Eichenlaubträger 1939–1945 Band 1: A–K [The Oak Leaves Bearers 1939–1945 Volume 1: A–K] (بالألمانية). Osnabrück, Germany: Biblio-Verlag. ISBN:978-3-7648-2299-6.

| مناصب عسكرية    | مناصب عسكرية                | مناصب عسكرية    |
| --------------- | --------------------------- | --------------- |
| سبقه {{{سبقه}}} | {{{العنوان}}} {{{الأعوام}}} | تبعه {{{تبعه}}} |
| سبقه {{{سبقه}}} | {{{العنوان}}} {{{الأعوام}}} | تبعه {{{تبعه}}} |
| سبقه {{{سبقه}}} | {{{العنوان}}} {{{الأعوام}}} | تبعه {{{تبعه}}} |
| سبقه {{{سبقه}}} | {{{العنوان}}} {{{الأعوام}}} | تبعه {{{تبعه}}} |
| سبقه {{{سبقه}}} | {{{العنوان}}} {{{الأعوام}}} | تبعه {{{تبعه}}} |